# Mistrzostwa Polski w Biathlonie 2008
42. Mistrzostwa Polski w biathlonie 2008 rozgrywane były w Jakuszycach w dniach 27-29 grudnia 2008. Pierwotnie mistrzostwa miały odbyć się w marcu 2008 roku w Szklarskiej Porębie.
W biegu pościgowym pań nie wystartowała, z powodów zdrowotnych, triumfatorka sprintu Krystyna Pałka.

## Mężczyźni

### Sprint – 10 km
| M | Zawodnik        | Klub                | Czas     | Kary |
| - | --------------- | ------------------- | -------- | ---- |
| 1 | Tomasz Sikora   | NKS Dynamit Chorzów | 27:49,8  | 0    |
| 2 | Adam Kwak       | BKS Kościelisko     | + 3:21,9 | 3    |
| 3 | Łukasz Szczurek | BKS Kościelisko     | + 3:38,7 | 4    |

Data: 28.12.2008

### Bieg pościgowy – 12,5 km
| M | Zawodnik        | Klub                | Czas     | Kary |
| - | --------------- | ------------------- | -------- | ---- |
| 1 | Tomasz Sikora   | NKS Dynamit Chorzów | 35:49,6  | 1    |
| 2 | Łukasz Szczurek | BKS Kościelisko     | + 6:24,0 | 5    |
| 3 | Adam Kwak       | BKS Kościelisko     | + 8:11,8 | 9    |

Data: 29.12.2008

## Kobiety

### Sprint – 7,5 km
| M | Zawodniczka                  | Klub             | Czas     | Kary |
| - | ---------------------------- | ---------------- | -------- | ---- |
| 1 | Krystyna Pałka               | AZS AWF Katowice | 24:21,9  | 0    |
| 2 | Weronika Nowakowska-Ziemniak | AZS AWF Katowice | + 0:30,6 | 2    |
| 3 | Magdalena Gwizdoń            | BLKS Żywiec      | + 0:32,1 | 2    |

Data: 28.12.2008

### Bieg pościgowy – 10 km
| M | Zawodniczka                  | Klub             | Czas     | Kary |
| - | ---------------------------- | ---------------- | -------- | ---- |
| 1 | Weronika Nowakowska-Ziemniak | AZS AWF Katowice | 33:38,0  | 3    |
| 2 | Magdalena Gwizdoń            | BLKS Żywiec      | + 0:37,6 | 5    |
| 3 | Paulina Bobak                | AZS AWF Katowice | + 1:35,5 | 3    |

Data: 29.12.2008